# Tipula (Lunatipula) flabellifera
Tipula (Lunatipula) flabellifera is een tweevleugelige uit de familie langpootmuggen (Tipulidae). De soort komt voor in het Palearctisch gebied.